# Prowincja Badenia
Prowincja Badenia (niem. Gau Baden);  w marcu 1941 r. przemianowana na Prowincję Badenia-Alzacja (niem. Gau Baden-Elsaß) – prowincja (Gau) III Rzeszy istniejąca od 1933 do 1945 r., położona w niemieckim kraju związkowym Badenia, a od 1940 r. w Alzacji (niem. Elsaß). Wcześniej, od 1925 do 1933 r., była regionalnym podziałem partii nazistowskiej w tym obszarze.

## Historia
System prowincji został pierwotnie ustanowiony na konferencji NSdAP 22 maja 1926 r. w celu usprawnienia administracji strukturą partii. Od 1933 r., po przejęciu władzy przez nazistów, prowincje coraz częściej zastępowały niemieckie kraje związkowe jako jednostki administracyjne w Niemczech. W 1940 r., po zajęciu przez Niemcy francuskiego regionu Alzacji, Prowincja Badenia włączyła dwa alzackie departamenty Dolny Ren (fr. Bas-Rhin) i Górny Ren (fr. Haut-Rhin), stając się Prowincją Badenia-Alzacja. Siedzibą administracji prowincji było pierwotnie Karlsruhe, ale przeniesiono je do Strasburga po niemieckiej okupacji Francji.
Na czele każdej prowincji stał Gauleiter, stanowisko, które stawało się coraz bardziej potężne, zwłaszcza po wybuchu II wojny światowej, z niewielką ingerencją z góry. Lokalni Gauleiterzy często zajmowali stanowiska rządowe, jak i partyjne, i byli odpowiedzialni m.in. za propagandę i nadzór, a od września 1944 r. także za Volkssturm i obronę prowincji.
Od marca 1925 r. przez cały okres istnienia prowincji stanowisko Gauleitera w Badenii piastował Robert Wagner. Wagner został stracony 14 sierpnia 1946 r. w Strasburgu za zbrodnie popełnione podczas okupacji Alzacji. Jego zastępcami byli Karl Lenz (1926–31), Walter Köhler (1931–33) i Hermann Röhn (1934–45).
Obóz koncentracyjny Natzweiler-Struthof znajdował się w alzackim regionie prowincji.

## Podział administracyjny
Prowincja Badenia dzieliła się na 39 okręgów:

- Altkirch
- Bruchsal
- Buchen
- Bühl
- Donaueschingen
- Emmendingen
- Freiburg
- Gebweiler
- Hagenau
- Heidelberg
- Karlsruhe - siedziba prowincji w latach 1933–1940
- Kehl
- Kolmar
- Konstanz
- Lahr
- Lörrach
- Mannheim
- Molsheim
- Mosbach
- Mülhausen
- Müllheim
- Neustadt
- Offenburg
- Pforzheim
- Rastatt
- Rappoltsweiler
- Säckingen
- Schlettstadt
- Sinsheim
- Stockach
- Straßburg - siedziba prowincji w latach 1940–1945
- Thann
- Überlingen
- Villingen
- Waldshut
- Weißenburg
- Wertheim
- Wolfach
- Zabern